# Vere (vattendrag)
Vere (georgiska: ვერე) är en 45 km lång flod i Georgien. Källorna ligger på Trialetibergens östra sluttningar, nära berget Didgori (დიდგორი), och mynnar som högerbiflod till Kura i Tbilisi.